# Crevasse Valley Glacier
Der Crevasse Valley Glacier (englisch für Spaltentalgletscher) ist ein breiter und rund 50 km langer Gletscher im westantarktischen Marie-Byrd-Land. In den Ford Ranges fließt er in westnordwestlicher Richtung zwischen den Chester Mountains und dem Saunders Mountain zum Sulzberger-Schelfeis.
Entdeckt wurde er 1934 von einer Schlittenmannschaft der zweiten Antarktisexpedition (1933–1935) des US-amerikanischen Polarforschers Richard Evelyn Byrd. Durch diese erhielt er auch seinen deskriptiven Namen.